# John George Walker (1821-1893)
Pour les articles homonymes, voir Walker et John Walker (homonymie).
John George Walker (22 juillet 1821 - 20 juillet 1893) est un général confédéré de la guerre de Sécession. Il sert en tant que brigadier général, sous les ordres de Stonewall Jackson et James Longstreet, avant de commander la division du Texas du département du Trans-Mississippi, connue comme les Walker's Greyhounds (lévriers de Walker) pour leur vitesse et leur agilité. On lui donne l'ordre de briser la ligne d'approvisionnement d'Ulysses S. Grant en face de Vicksburg, Mississippi, mais Grant réussit à traverser sur la rive est, et Walker est réduit à mener des opérations mineures, l'une d'entre elles contre les premières troupes afro-américaines qui sont impliquées dans une bataille. Il réussit à faire une plus grande contribution à la campagne de la Red River en soutien du général Richard Taylor.

## Avant la guerre
Walker naît à Jefferson City, Missouri. Sa mère Sarah Caffery Walker, est la nièce de Rachel Jackson. Son père, John Walker (en) vient une famille politique éminente du Kentucky, avec les deux frères, George Walker (en) et David Walker (en), servant au congrès des États-Unis. John G. Walker grandit dans la région de Saint-Louis et est diplômé de l'université qui deviendra l'Université de Washington en 1844.
Walker rejoint l'armée des États-Unis en tant que premier lieutenant du Regiment of Mounted Rifles en 1846, et sert avec distinction lors de la guerre américano-mexicaine, où il est breveté capitaine pour son action à San Juan de los Llanos et est blessé à Molino del Rey. Il est promu capitaine en juin 1851. En 1858, il épouse Sophie Baylor, dont la famille est responsable de la dénomination de l'Université Baylor. Walker reste dans l'armée jusqu'en juillet 1861, quand il rejoint l'Armée des États confédérés en tant que commandant dans la cavalerie.

## Guerre de Sécession

### Service dans l'Est
Walker est promu lieutenant-colonel dans 8th Texas Cavalry en août 1861, où il est affecté au département de la Caroline du Nord. En septembre 1861, il est promu colonel.
En janvier 1862, il est promu brigadier général et sert lors de la campagne de la Péninsule dans la division du brigadier général Théophilus H. Holmes, où il est blessé à Malvern Hill. Sa division occupe Loudoun Heights (en), surplombant Harpers Ferry, en Virginie-Occidentale avant que la garnison ne se rende à Stonewall Jackson, le 15 septembre 1862. Il sert sous les ordres du major général James Longstreet à South Mountain et Antietam.

### Trans-Mississippi
En novembre 1862, Walker est promu major-général et est transféré dans le département du Trans-Mississippi, où il reçoit le commandement de 12 régiments du Texas, comprenant 12 000 hommes, s'entraînant au camp Nelson dans l'Arkansas. Walker forme les régiments en une division, qui gagne le surnom de « Walker's Greyhounds » (les lévriers de Walker) pour leur capacité à se déplacer rapidement sur de nombreux kilomètres à pied. À partir de novembre 1862 jusqu'à la fin de la guerre, les Greyhounds sont constitués exclusivement de soldats du Texas, et ne quittent pas le département du Trans-Mississippi.
En mars 1863, le nouveau commandant du département du Trans-Mississippi, le lieutenant général Edmund Kirby Smith, confie les Greyhounds au commandement de la Louisiane occidentale du major général Richard Taylor, et ils reçoivent la tâche d'attaquer la ligne de ravitaillement du major général Ulysses S. Grant, qui court le long de la rive ouest du fleuve Mississippi, en Louisiane, en face de Vicksburg, Mississippi qui est assiégé.
Grant, ayant récemment déplacé ses lignes d'approvisionnement à l'est des berges du Mississippi, n'est pas atteint par l'attaque des Greyhounds de Walker. La brigade de Hawes est engagée dans le combat contre les fédéraux à la bataille de Young's Point, et la brigade de McCullough combat les troupes afro-américaine de l'Union lors de la bataille de Milliken's Bend, le 6 juin 1863. C'est l'une des premières fois que les troupes afro-américaines troupes sont engagées dans les combats. Les troupes combattent bravement, mais mal formés, subissent de lourdes pertes sous les coups des hommes de Walker. La bataille se transforme en une victoire de l'Union lorsque les canonnières fédérales soutiennent les troupes de l'Union, repoussant la brigade de McCullough.
Taylor, qui commande Walker lors de cette campagne, critique l'aventure à son supérieur Smith. Il fait valoir que les troupes de Walker auraient été mieux utilisées pour aider son armée de 4 000 hommes pour attaquer la Nouvelle-Orléans, dont la défense est gravement affaiblie par le mouvement de l'armée du Golfe de Banks en amont de Port Hudson.
Après Milliken's Bend, Taylor demande de nouveau à Walker d'appuyer son attaque sur La Nouvelle-Orléans, mais Smith rejette de nouveau la demande. Walker passe le reste de l'été à patrouiller vainement dans la région nord-est de la Louisiane, incapable de traverser le Mississippi et de soutenir Vicksburg.
Walker se dirige vers l'Arkansas à la fin de 1863, mais en mars 1864, rejoint Taylor, une fois encore, à Alexandria, pour aider Taylor à se défendre contre les avances de Nathaniel P. Banks et son armée du Golfe lors la campagne de la Red River. Les troupes de Walker jouent un rôle essentiel lors de la victoire confédérée à la bataille de Mansfield, le 8 avril 1864. Plutôt que de laisser Greyhounds de Walker avec Taylor, comme il cherche à capturer les troupes de Banks qui retraitent, Smith envoie Walker au nord pour combattre le général de l'Union Frederick Steele. Walker engage Steele à la bataille de Jenkins' Ferry le 30 avril 1864, à environ 48 kilomètres (30 miles) au sud de Little Rock, en Arkansas.
Alors que Steele fuit vers le nord après la bataille, clairement n'ayant pas l'intention de rejoindre Banks dans sa tentative de capture de Shreveport, en Louisiane, Walker change de cap et se dirige vers le sud pour rejoindre Taylor à la poursuite de Banks. Il arrive à Alexandria, le 23 mai 1864, le même jour que où l'armée de Banks en retraite est embarquée sur les transports de troupes fédéraux à Simmesport.

### District de Louisiane occidentale
Lorsque Taylor reçoit le commandement du département de l'Alabama, du Mississippi et de la Louisiane orientale en août 1864, Walker prend le commandement du district de la Louisiane occidentale de son ancien supérieur. À la fin de la guerre, il est transféré plus à l'ouest, et commande le district du Texas, du Nouveau-Mexique et de l'Arizona.

## Après la guerre
À la fin de la guerre de Sécession, Walker fuit au Mexique, où il reste pendant plusieurs années. De retour aux États-Unis, il sert plus tard comme consul des États-Unis à Bogota, en Colombie, et en tant que commissaire spécial lors de la convention Pan-Américaine (en).
Walker meurt à Washington. Il est enterré dans le cimetière de Stonewall (en), à Winchester, en Virginie.